# Accidente del Tu-144 en París de 1973
El accidente del Tu-144 o Concordski, fue el más conocido accidente de una aeronave de este tipo, en el que el avión supersónico cuyo pilotos intentaron una maniobra temeraria con el avión para asombrar al público en el show aéreo de París de 1973, se desintegró en pleno vuelo a pocos metros antes de finalmente caer al suelo y arder en llamas matando a sus tripulantes y a otras 8 personas en tierra.

## La aeronave
Como antes mencionado la aeronave involucrada fue en jet de pasajeros supersónico de fabricación soviética Túpolev Tu-144, también apodado "Concordski", dada su amplia similitud con el avión anglo-francés, o “Charger”, sin embargo, superándolo en capacidad, velocidad, tamaño y peso, pero siendo su debilidad el alto consumo de combustible, este en particular tenía una peculiaridad extra que lo diferenciaba de su contraparte francesa, la cual eran aletas ubicadas encima de la ventana lateral de la cabina, a las cuales se le apodaban “bigotes”, dichas aletas le daban un empuje vertical y sustentación extra al Túpolev.

## El accidente
El día domingo 3 de junio de 1973 los dos aviones supersónicos más modernos de la época, el Aérospatiale-BAC Concorde y el Túpolev Tu-144 se preparaban para realizar sus vuelos de demostración en la feria aérea de París de ese año, el primero que fue el concorde despegó pasado el medio día y una vez en el aire procedió a realizar giros alrededor del aeropuerto Le Bourget, así como vuelos a baja altitud, la tripulación del Túpolev en tierra se preparaba para su demostración, configurando el avión y además el capitán del avión aseguró que su vuelo impresionaría a los pasajeros, cuando el Concorde finalizó su vuelo, la gente y los jueces calificaron el dicho como un vuelo de poca impresión, minutos después a las 15:00 horas el Túpolev despegó, luego comenzó a ganar velocidad y altura mientras los tripulantes retraían las aletas, los pilotos comenzaron a maniobrar de una manera más exigente de lo que el Concorde lo haría, al final de su demostración el capitán procede a hacer una maniobra muy arriesgada, la cual consistía en realizar un vuelo a ras con el tren extendido y después de dicho vuelo, realizar un ascenso casi en vertical a máxima potencia, sin embargo el avión entró en pérdida debido a que uno de los camarógrafos de origen Francés  "accidentalmente" interfirió en las actividades del piloto y copiloto. El comandante intenta recuperar el control pero todo termina en un aparatoso accidente, cuando el tanque de combustible del Túpolev explota se desintegra, cayendo así al suelo y matando a sus 6 tripulantes y a otras 8 personas en tierra e hiriendo a 60 personas más.

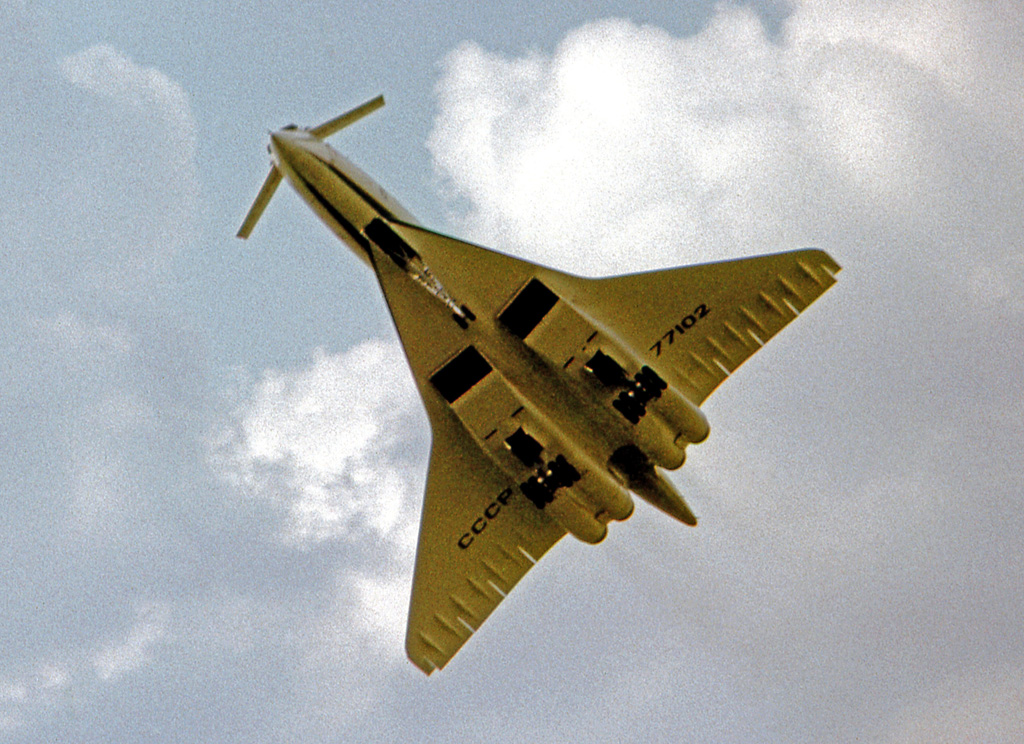
El Túpolev Tu-144 en el día del desastre.

## Investigación
Después del desastre la junta de investigación francesa determinó que el estrés al que los pilotos sometieron el avión causaron la ruptura de la aleta izquierda, la cual se desprendió e impacto los tanques de combustible situados bajo el ala izquierda, causando su explosión y posterior desprendimiento, se cree también que el avión entró en pérdida debido a la desactivación de un componente de seguridad por parte de los ingenieros para poder realizar un show más impresionante. Este elemento limitaba el control de superficie del Túpolev a un máximo de 5 grados mientras las aletas permaneciesen extendidas, se descubrió que los pilotos la desactivaron para hacer un vuelo más espectacular. Se estima que los pilotos intentaron desplegar las alas para recuperar el control, lo que resultó en su desprendimiento. Cuando los soviéticos escucharon estas explicaciones, no fueron de su agrado, ya que atribuyen la culpa a un supuesto avión caza francés que volaba muy cerca mientras tomaba fotos del Túpolev durante su vuelo aquel día. Los soviéticos declaran que sus pilotos habrían intentado evadir la aeronave militar francesa lo que desencadenaría el desastre.